# Parròquia d'Embūte
La Parròquia de Embūte (en letó: Embūtes pagasts) és una unitat administrativa del municipi de Vaiņode, al sud de Letònia. Abans de la reforma territorial administrativa de l'any 2009 pertanyia al raion de Liepaja.

## Pobles, viles i assentaments
- Dēsele
- Dinsdurbe
- Embūte
- Vībiņi (centre parroquial)

## Hidrografia

### Rius
- Dzelda
- Šķērvelis
- Lētīža
- Lanka
- Striķupe
- Ošķis
- Kuiļupe